# Bobinka (Białoruś)
Bobinka (biał. Бобінка, Bobinka) – wieś położona na Białorusi, w rejonie kamienieckim obwodu brzeskiego. Miejscowość wchodzi w skład sielsowietu Wierzchowice a do 11 grudnia 2012 roku wchodziła w skład sielsowietu Kalenkowicze.
Wieś szlachecka położona była w końcu XVIII wieku w powiecie brzeskolitewskim województwa brzeskolitewskiego. 
Zachodnią częścią Bobinki jest polska osada Bobinka.
Większość mieszkańców wsi to Białorusini wyznania prawosławnego, którzy należą do parafii w Omelańcu.